# Tuna gård (Österåkers kommun)

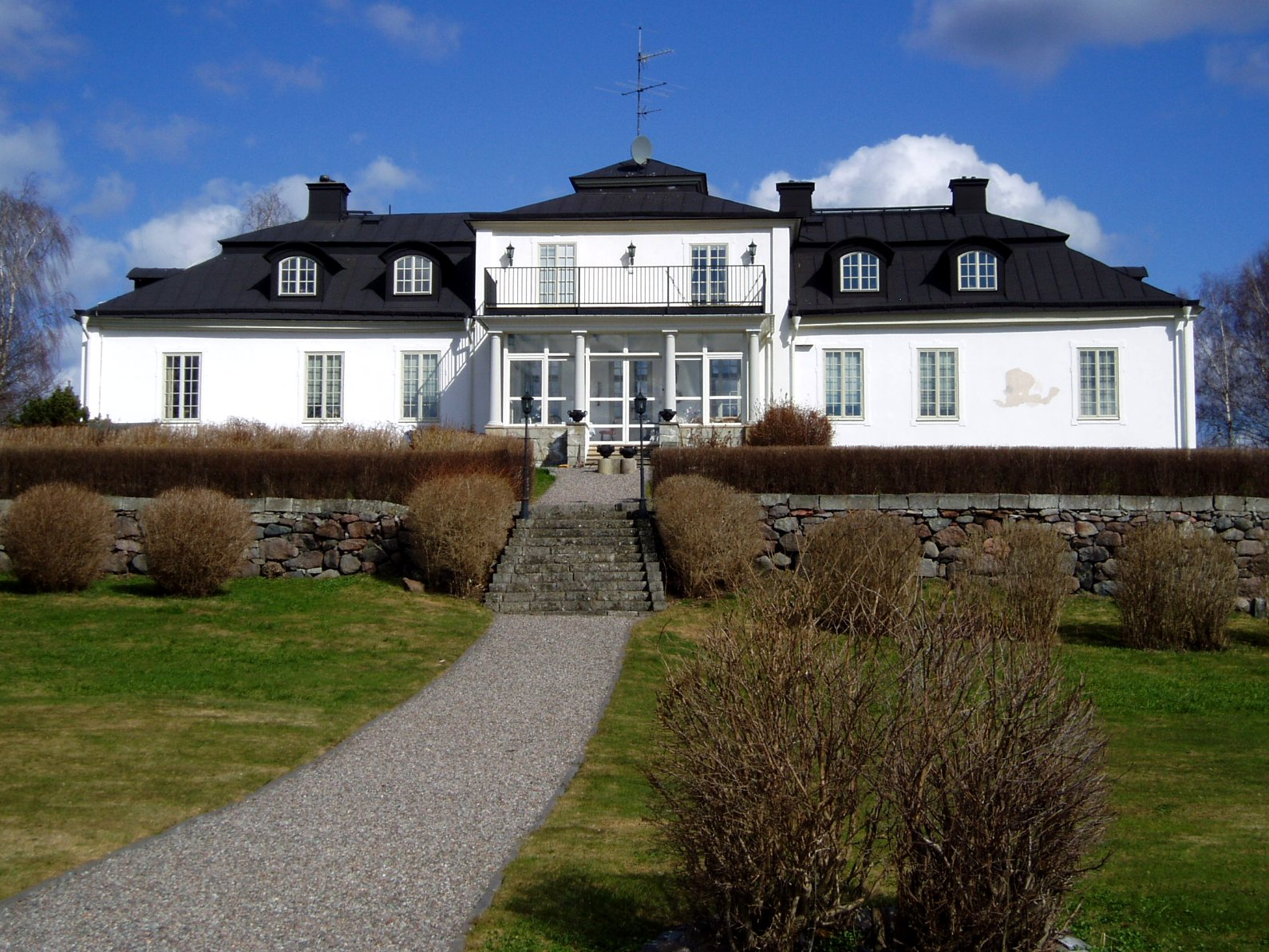
Tuna gård vid Tunafjärden

Tuna gård (även Tuna herrgård) är en karolinsk herrgård från 1600-talet belägen på Generalsvägen i Österskär i tätorten Åkersberga.
Herrgården är i Bosse Parneviks ägo sedan 1970-talet. Dessförinnan ägdes den av Stig Järrel.